# TEB BNP Paribas Istanbul Open 2015
Il TEB BNP Paribas Istanbul Open 2015 è stato un torneo professionistico di tennis giocato all'aperto sulla terra rossa. È stata la 1ª edizione dell'evento conosciuto come TEB BNP Paribas Istanbul Open. Il torneo fa parte dell'ATP World Tour 250 series nell'ambito dell'ATP World Tour 2015. Il torneo si è svolto nella Koza World of Sports Arena di Istanbul in Turchia, dal 27 aprile al 3 maggio 2015.

## Partecipanti

### Teste di serie
| Nazionalità | Giocatore             | Ranking | Testa di serie* |
| ----------- | --------------------- | ------- | --------------- |
| Svizzera    | Roger Federer         | 2       | 1               |
| Bulgaria    | Grigor Dimitrov       | 11      | 2               |
| Uruguay     | Pablo Cuevas          | 23      | 3               |
| Colombia    | Santiago Giraldo      | 31      | 4               |
| Austria     | Andreas Haider-Maurer | 47      | 5               |
| Kazakistan  | Michail Kukuškin      | 54      | 6               |
| Russia      | Michail Južnyj        | 57      | 7               |
| Argentina   | Diego Schwartzman     | 61      | 8               |

* Le teste di serie sono basate sul ranking al 20 aprile 2015.

### Altri partecipanti
I seguenti giocatori hanno ricevuto una wildcard per il tabellone principale:
- Nikoloz Basilašvili
- Cem İlkel
- Andrej Rublëv

I seguenti giocatori sono passati dalle qualificazioni:

- Tejmuraz Gabašvili
- Blaž Kavčič
- Thanasi Kokkinakis
- Oleksandr Nedovjesov

## Campioni

### Singolare
Roger Federer ha sconfitto in finale  Pablo Cuevas per 6–3, 7–6(11).
- Per l'elvetico è l'ottantacinquesimo titolo vinto in carriera, il terzo del 2015.

### Doppio
Radu Albot /  Dušan Lajović hanno sconfitto in finale  Robert Lindstedt /  Jürgen Melzer per 6–4, 7–6(2).